# József Ebner
Pour l’article homonyme, voir Ebner.

József Ebner, né le 3 mars 1909 à Zólyom en Autriche-Hongrie, est un joueur hongrois de football. Il a par la suite été naturalisé français sous le nom de Joseph Ebner.

## Carrière
Hongrois de naissance, József Ebner fera de la France son pays d'adoption. Attaquant, il passe par le SO Montpellier avant d'atterrir au Stade rennais UC. En Bretagne, il marque une cinquantaine de buts en l'espace de deux saisons, permettant au club de remonter en Division 1.
Après un passage à Saint-Nazaire, un nouveau séjour de deux ans au Stade rennais et un autre à Tours, il termine sa carrière à l'EDS Montluçon, comme entraîneur-joueur. Naturalisé français sous le nom de Joseph Ebner, il ouvre après sa retraite de joueur un magasin d'articles de sports à Saint-Nazaire. Il meurt à La Baule en 1986.

## Sources
- Claude Loire, Le Stade rennais, fleuron du football breton, Rennes, Apogée, 1994